# Йоганна Саксен-Гота-Альтенбурзька
Йоганна Саксен-Гота-Альтенбурзька (нім. Johanne von Sachsen-Gotha-Altenburg, 1 жовтня 1680 — 9 липня 1704) — принцеса Саксен-Гота-Альтенбургу з Ернестинської лінії Веттінів, донька герцога Саксен-Гота-Альтенбургу Фрідріха I та принцеси Саксен-Вайссенфельської Магдалени Сибілли, друга дружина герцога Мекленбург-Штреліцу Адольфа Фрідріха II.

## Біографія
Народилась 1 жовтня 1680 року у Готі восьмою дитиною та шостою донькою в родині герцога Саксен-Гота-Альтенбургу Фрідріха I та його першої дружини Магдалени Сибілли Саксен-Вайссенфельської. Мала старших сестер Анну Софію, Доротею Марію та Фредеріку й братів Фрідріха та Йоганна Вільгельма. Ще дві сестри померли до її народження.
У віці 3 місяців втратила матір. Батько в тому ж році одружився вдруге з Крістіною Баден-Дурлаською. Коли Йоганні було 10 років, помер і він. Правителем став її старший брат Фрідріх.
У 21-річному віці стала дружиною 43-річного герцога Мекленбург-Штреліцького Адольфа Фрідріха II. Весілля відбулося 20 червня 1702 року у Штреліці. Для нареченого це був другий шлюб. Від першого він мав сина та доньку. Спільних дітей у подружжя не було.
23-річна герцогиня померла два роки потому у Штреліці. Була похована у крипті замкової кірхи Мірова.